# Туньтухэ
Туньтухэ (кит. упр. 屯屠何, пиньинь tuntuhe, тронное имя Хулань-Шичжухоу ди  кит. трад. 休蘭尸逐侯鞮, пиньинь Xiūlan Shizhouhou Di) — шаньюй хунну с 88 года по 93 год. Сын Хуханье II. 

## Правление
В 88 году занял престол. В том же году у северных хунну случился сильный неурожай и Туньтухэ считал, что будет достаточно одного удара для окончательного воссоединения хунну. В это время скончался Хань Чжан-ди, а Хань Хэ-ди был малолетен, и правила императрица Доу Тайхоу. Шаньюй просил у неё позволения начать войну, и она согласилась. В 89 году генералы Чэн и Доу Сянь вышли из Шофана с 8 000 пехоты, они соединились с шаньюем и его 30 000 воинов. Молниеносным ударом северные хунну были разгромлены. Северный шаньюй сбежал, а 200 000 его подданных сдалось в плен. В 90 году Дэн Хун повышен до дахунлу, Хуан Фулэн, правитель Дисяна, назначен приставом к хунну.
Туньтухэ желал окончательно покорить северян. Для этого он послал восточного лули Шицзы с 8 000 единицами конницы. Пристав Гын Тхань приказал чиновнику сопровождать князя в походе. Выйдя из Шофана, хунну прошли через Цзилусай, у гор Шуйе оставили обоз и разделились на две колонны. Ночью колонны соединились и окружили ставку северного шаньюя. Шаньюй принял бой, хотя у него было 1 000 воинов. Обессилев от ран, он с 10 людьми прорвал оцепление. Печать шаньюя, его семья и многие пленные достались Шицзы. 8 000 врагов южане убили, остальных увели на юг.
Итак, в государстве Туньтухэ было 34 000 семей, 237 300 человек, 50 170 воинов. Император назначал к хунну не одного, а двух приставов с 12 помощниками. Западный пристав Гын Кхой в 91 году обнаружил северного шаньюйя, разбил его, и он бежал в неизвестном направлении. Его брат Юйгуцзянь провозгласил себя шаньюем и поставил ставку у озера Пулэйхай. Гэн Куй, получив распоряжение императора, вручил ему печать северного шаньюя, 4 сабли и зонт. Жэнь Шан был назначен следить за северным шаньюем. В 93 году Юйгуцзянь неожиданно бежал на север. Ван Фу, Жэнь Шан с 1 000 человек бросились преследовать его. Догнав, они убедили его вернуться, но в дороге убили, а его воинов изрубили. Остатки северных хунну переселились на северо-запад современной Монголии и существенной силы более не представляли, хотя с ними связано появление государства Юэбань, гуннов и, возможно, правящей династии тюркютов.
В 93 году Туньтухэ скончался, его двоюродный брат Аньго стал шаньюем.